# Wacław Bebak
Wacław Bebak – polski „Sprawiedliwy wśród Narodów Świata”.

## Życiorys
W trakcie II wojny światowej wraz z małżonką Felicją ukrywał w swoim mieszkaniu w Warszawie dziewczynkę pochodzenia żydowskiego, Ilonę Geva (z d. Jankielewicz). Przechowywali ją od lutego 1942 r., gdy rodzice dziewczyny, bliscy przyjaciele Wacława i Felicji, zwrócili się do nich z prośbą o pomoc. Nie byli w stanie zapewnić bezpieczeństwa swojej córce, przebywając w warszawskim getcie. Dzięki ich zaangażowaniu, mimo śmierci rodziców z rąk Niemców, dziewczynka ocalała i doczekała wyzwolenia. Po wojnie Wacław spełnił obietnicę daną swym przyjaciołom i zapewnił Ilonie możliwość wyjazdu do Izraela.
12 maja 1998 r. Instytut Jad Waszem uhonorował Wacława Bebaka medalem „Sprawiedliwy wśród Narodów Świata”.